# Стависское
Стави́сское (укр. Ставиське) — село в Козелецком районе Черниговской области Украины. Население 486 человек. Занимает площадь 1,837 км².
Код КОАТУУ: 7422089101. Почтовый индекс: 17053. Телефонный код: +380 46-46.

## Власть
Орган местного самоуправления — Стависский сельский совет. Почтовый адрес: 17053, Черниговская обл., Козелецкий р-н, с. Стависское, ул. Советская, 55а.